# Zapasy na Letnich Igrzyskach Olimpijskich 1928 – waga kogucia mężczyzn w stylu klasycznym
Rywalizacja w wadze do 56 kg w zapasach w stylu klasycznym na Letnich Igrzyskach Olimpijskich 1928 została rozegrana w dniach 2 - 4 sierpnia. 
W zawodach wzięło udział 19 zawodników.

## Format zawodów
Punktacja opierała się na zasadzie "złych punktów karnych". Zawodnik za wygranie walki przez położenie na łopatki przeciwnika otrzymywał 0 punktów a 1 punkt za zwycięstwo ogłoszone decyzją sędziów. Za przegraną zawodnik otrzymywał 3 punkty. Uzyskanie 5 lub więcej punktów skutkowało wyeliminowaniem zawodnika z zawodów.

## Wyniki

### Runda pierwsza
| Punkty karne | Zwycięzca           | Wynik                | Przegrany         | Punkty karne |
| ------------ | ------------------- | -------------------- | ----------------- | ------------ |
| 1            | Giovanni Gozzi      | decyzja sędziów      | Anselm Ahlfors    | 3            |
| 1            | Alphonse Aria       | decyzja sędziów      | Ibrahim Kamil     | 3            |
| 1            | Jindřich Maudr      | decyzja sędziów      | Herman Andersen   | 3            |
| 1            | Johannes van Maaren | decyzja sędziów      | Burhan Conkeroğlu | 3            |
| 0            | Eduard Pütsep       | położenie na łopatki | Georges Miller    | 3            |
| 0            | Oscar Lindelöf      | położenie na łopatki | Eduardo Bosc      | 3            |
| 0            | Kurt Leucht         | położenie na łopatki | Henryk Ganzera    | 3            |
| 1            | Sven Martinsen      | decyzja sędziów      | Ðula Sabo         | 3            |
| 1            | Ödön Zombori        | decyzja sędziów      | Jeorjos Zerwinis  | 3            |
| 0            | Pierre Mollin       | wolny los            | bye               | bye          |

### Runda druga
| Punkty karne | Zwycięzca       | Wynik                | Przegrany           | Punkty karne |
| ------------ | --------------- | -------------------- | ------------------- | ------------ |
| 3            | Anselm Ahlfors  | położenie na łopatki | Pierre Mollin       | 3            |
| 1            | Giovanni Gozzi  | położenie na łopatki | Alphonse Aria       | 4            |
| 1            | Jindřich Maudr  | położenie na łopatki | Ibrahim Kamil       | 6            |
| 3            | Herman Andersen | położenie na łopatki | Burhan Conkeroğlu   | 6            |
| 1            | Eduard Pütsep   | decyzja sędziów      | Johannes van Maaren | 4            |
| 0            | Oscar Lindelöf  | położenie na łopatki | Georges Miller      | 6            |
| 0            | Kurt Leucht     | położenie na łopatki | Eduardo Bosc        | 6            |
| 3            | Ðula Sabo       | położenie na łopatki | Henryk Ganzera      | 6            |
| 2            | Ödön Zombori    | decyzja sędziów      | Sven Martinsen      | 4            |

### Runda trzecia
| Punkty karne | Zwycięzca       | Wynik                | Przegrany           | Punkty karne |
| ------------ | --------------- | -------------------- | ------------------- | ------------ |
| 1            | Giovanni Gozzi  | położenie na łopatki | Pierre Mollin       | 6            |
| 4            | Anselm Ahlfors  | decyzja sędziów      | Alphonse Aria       | 7            |
| 2            | Jindřich Maudr  | decyzja sędziów      | Johannes van Maaren | 7            |
| 3            | Herman Andersen | położenie na łopatki | Eduard Pütsep       | 4            |
| 1            | Oscar Lindelöf  | decyzja sędziów      | Ðula Sabo           | 6            |
| 1            | Kurt Leucht     | decyzja sędziów      | Sven Martinsen      | 7            |
| 2            | Ödön Zombori    | wolny los            | bye                 | bye          |

### Runda czwarta
| Punkty karne | Zwycięzca      | Wynik           | Przegrany       | Punkty karne |
| ------------ | -------------- | --------------- | --------------- | ------------ |
| 3            | Ödön Zombori   | decyzja sędziów | Anselm Ahlfors  | 7            |
| 3            | Jindřich Maudr | decyzja sędziów | Giovanni Gozzi  | 2            |
| 2            | Oscar Lindelöf | decyzja sędziów | Herman Andersen | 6            |
| 5            | Eduard Pütsep  | decyzja sędziów | Kurt Leucht     | 4            |

### Runda piąta
| Punkty karne | Zwycięzca      | Wynik                | Przegrany      | Punkty karne |
| ------------ | -------------- | -------------------- | -------------- | ------------ |
| 5            | Giovanni Gozzi | decyzja sędziów      | Ödön Zombori   | 6            |
| 3            | Jindřich Maudr | położenie na łopatki | Oscar Lindelöf | 5            |
| 4            | Kurt Leucht    | wolny los            | bye            | bye          |

### Runda szósta
| Punkty karne | Zwycięzca      | Wynik                | Przegrany      | Punkty karne |
| ------------ | -------------- | -------------------- | -------------- | ------------ |
| 4            | Kurt Leucht    | położenie na łopatki | Jindřich Maudr | 6            |
| 6            | Giovanni Gozzi | położenie na łopatki | Oscar Lindelöf | 8            |

### Klasyfikacja końcowa
| Pozycja | Zawodnik            | Narodowość       |
| ------- | ------------------- | ---------------- |
| 1.      | Kurt Leucht         | Niemcy           |
| 2.      | Jindřich Maudr      | Czechosłowacja   |
| 3.      | Giovanni Gozzi      | Włochy           |
| 4.      | Oscar Lindelöf      | Szwecja          |
| 5.      | Ödön Zombori        | Węgry            |
| 6.      | Eduard Pütsep       | Estonia          |
| 7.      | Herman Andersen     | Dania            |
| 7.      | Anselm Ahlfors      | Finlandia        |
| 9.      | Alphonse Aria       | Francja          |
| 9.      | Johannes van Maaren | Holandia         |
| 9.      | Ðula Sabo           | Królestwo SHS    |
| 9.      | Sven Martinsen      | Norwegia         |
| 9.      | Pierre Mollin       | Belgia           |
| 14.     | Ibrahim Kamil       | Królestwo Egiptu |
| 14.     | Burhan Conkeroğlu   | Turcja           |
| 14.     | Georges Miller      | Luksemburg       |
| 14.     | Eduardo Bosc        | Argentyna        |
| 14.     | Henryk Ganzera      | Polska           |
| 19.     | Jeorjos Zerwinis    | Grecja           |